# Liste der Naturdenkmale in Wintrich
Die Liste der Naturdenkmale in Wintrich nennt die im Gemeindegebiet von Wintrich ausgewiesenen Naturdenkmale (Stand 18. März 2024).

## Naturdenkmale
| Nr.         | Bezeichnung                | Lage                                                   | Beschreibung                            | Bild                                    |
| ----------- | -------------------------- | ------------------------------------------------------ | --------------------------------------- | --------------------------------------- |
| ND-7231-411 | Eiche                      | südöstlich des Ortes; Abteilung Buhlenhöllnerkopf Lage | Quercus sp.                             | Direkt Bild zu diesem Denkmal hochladen |
| ND-7231-412 | Felsenzug mit alten Eichen | südöstlich des Ortes; Abteilung Beim Langenstein Lage  | Felsformation mit Quercus sp.           | Direkt Bild zu diesem Denkmal hochladen |
| ND-7231-413 | Langer Stein               | südöstlich des Ortes; Abteilung Beim Langenstein Lage  | Felsformation                           | Direkt Bild zu diesem Denkmal hochladen |
| ND-7231-414 | Felspartie                 | südöstlich des Ortes; Abteilung Rockend Lage           | flächenhaftes Naturdenkmal, ca. 0,15 ha | Direkt Bild zu diesem Denkmal hochladen |
| ND-7231-415 | Felspartie                 | südöstlich des Ortes; Abteilung Kinkelt Lage           | flächenhaftes Naturdenkmal, ca. 0,8 ha  | Direkt Bild zu diesem Denkmal hochladen |